# Acer shirasawanum
Acer shirasawanum є видом клена, який поширений у Японії, на центральній і південній частині Хонсю (префектура Фукусіма на південь), Сікоку та Кюсю.

## Опис
Цей вид росте у вигляді листопадного великого куща чи невеликого дерева висотою до 8–15 м з діаметром стовбура до 50 см. Кора гладка як на молодих, так і на старих деревах. Пагони тонкі, не запушені. Листки округлі, 4.5–8 см завдовжки і 6–12 см завширшки, пальчасто жилкуваті й лопатеві, з 9–13 (рідше 7) пилчасто-мілко надрізаними частками; вони безволосі або спочатку тонковолосі з білими волосками; листкова ніжка 3–7 см завдовжки, безволоса. Восени листя стає яскраво-золотистим або помаранчевим до темно-червоного. Квітки діаметром 1 см, з п'ятьма темно-пурпурно-червоними чашолистками, п'ятьма маленькими білуватими пелюстками (незабаром втрачаються) і червоними тичинками; вони андромонодомні, із суцвіттями, що містять квітки обох статей або лише чоловічі, і утворюються по 10–20 разом у прямовисних кінцевих щитках ранньою весною відразу після появи листя. Плід — парна крилатка з горішками діаметром 5—10 мм з крилом 20—25 мм, прямовисні над листками, яскраво-червоні, коричневі при дозріванні.

## Використання
Його вирощують як декоративне дерево в садах через його листя та осіннє забарвлення, але зустрічають набагато рідше, ніж Acer palmatum. Було відібрано ряд сортів; більш світлий сорт A. shirasawanum 'Aureum' вирощується дуже широко, набагато частіше, ніж основний вид, і отримав нагороду Королівського садівничого товариства за заслуги в саду. Його розмножують щепленням на більш витривалі та швидкорослі види кленів, зокрема A. palmatum та A. japonicum.